# Zelfstandigenaftrek
Zelfstandigenaftrek is een vrijstelling voor ondernemers voor de Inkomensbelasting, onderdeel van de ondernemersaftrek. Ook in dit geval is er niet een echte aftrekpost aanwezig, omdat er dan geld aan een derde betaald zou moeten worden. De faciliteit heeft het karakter van een vrijstelling. Over bepaalde bedragen van de winst uit onderneming hoeft geen belasting te worden betaald. 
Voorwaarden om in aanmerking te komen voor deze faciliteit zijn:
1. de belastingplichtige is ondernemer.
2. aan het begin van het kalenderjaar is de AOW-gerechtigde leeftijd nog niet bereikt (anders is er recht op 50% van de aftrek).
3. er wordt voldaan aan het urencriterium.

De zelfstandigenaftrek is sinds 2012 een vast bedrag van € 7.280,- en zal thans niet in hoogte stijgen. De Belastingdienst past de regeling toe als de belastingplichtige in zijn aangifte aangeeft dat hij een onderneming drijft en daar meer dan 1.225 uren in het kalenderjaar aan besteed heeft. 
Regeerakkoord 2017: Met ingang van het jaar 2020 zou op de faciliteit het een algemeen schema voor de verlaging van aftrektarieven worden toegepast. De politiek wil op deze manier de fiscale voordelen van deze veelgebruikte faciliteit proberen te beperken. De gevolgen zijn echter nogal minimalistisch. Het aftrektarief valt juridisch ook niet te rechtvaardigen en berust op een puur budgettaire maatregel. Voordelen worden dan tegen een hoger tarief belast dan het tarief voor aftrekposten en vrijstellingen. 

## Commissie Van Dijkhuizen
De Commissie Van Dijkhuizen heeft voorgesteld om de zelfstandigenaftrek geleidelijk in acht jaar af te schaffen. Dit is een zeer omstreden voorstel omdat er nu eenmaal economisch, maar ook fiscaal, verschillen zijn tussen zelfstandigen (ondernemers) en loontrekkenden. Thans (2019) wordt voorgesteld om de zelfstandigenaftrek in een aantal jaren geleidelijk terug te brengen tot een vast bedrag van € 5.000,-. 